# Kerndatensatz Forschung
Der Kerndatensatz Forschung (KDSF) ist ein Standard im deutschen Wissenschaftssystem. Er beschreibt, welche Angaben Universitäten, Fachhochschulen, außeruniversitäre Forschungseinrichtungen und andere forschende Einrichtungen zu ihren Forschungsaktivitäten bereithalten sollen. Der Kerndatensatz Forschung enthält dazu Definitionen dieser Angaben. Das Vorhaben geht auf Empfehlungen des Wissenschaftsrates (WR) zurück.
Die Angaben werden an den wissenschaftlichen Einrichtungen verwaltet. Eine Weitergabe erfolgt anlassbezogen auf Anfrage, dabei obliegt es einer Einrichtung als Dateneignerin, zu entscheiden, ob sie einer Bitte um Weitergabe entsprechen will. Anders als z. B. in Norwegen (CRIStin) umgeht diese Lösung eine nationale Datenbank.
Der Kerndatensatz Forschung ist eine Empfehlung und hat keine rechtlich bindende Wirkung. Seine Beachtung soll aber Vereinfachungen für die Einrichtungen mit sich bringen, die auf unterschiedliche Anfragen nach ihren Daten dann einheitlich antworten können. Nach einer zweijährigen Erarbeitungsphase mit einer öffentlichen Beta-Phase im Sommer 2015 hat der Wissenschaftsrat im Januar 2016 empfohlen, den Standard umzusetzen. Zur Unterstützung der Einführung sollen Hochschulen und Forschungseinrichtungen auf einen bundesweiten Helpdesk zurückgreifen können. Als Nachfolgeeinrichtung soll ab 2022 eine Kommission für Forschungsinformationen in Deutschland (KFiD) den KDSF beständig weiterentwickeln.:S. 59

## Hintergrund und Ziele
Der Kerndatensatz Forschung geht auf Empfehlungen des Wissenschaftsrates zurück.
Diese verstehen sich auch als Reaktion auf eine Zunahme von Anfragen an Forschungseinrichtungen z. B. für Rankings oder im Zuge von Evaluationen und Akkreditierungen, ihre Forschungsaktivitäten durch Forschungsberichte zu dokumentieren. Vor diesem Hintergrund äußerte der Präsident der Universität Hamburg:

„Man könnte einen Kerndatensatz erheben, der auch für andere Zwecke (als für Rankings) herangezogen werden kann. Etwa für die Berichte, in denen die Hochschulen jährlich den Landesregierungen ihre Leistungen darlegen. Das würde die Hochschulen insgesamt entlasten.“

Die Berichterstattung über Forschungsaktivitäten, auch für die Bewertung von Leistungen, setzt qualitätsgesicherte und vergleichbare Daten voraus.:S. 8 Dafür soll der Kerndatensatz Forschung einen deutschlandweiten Standard bereitstellen. Die Daten im Kerndatensatz sollen Auskunft über Forschung z. B. innerhalb von Fächern oder auch von Hochschulen oder Instituten geben. So kann beispielsweise sichergestellt werden, dass zwei Hochschulen unter einem „Forschungsprojekt“ dasselbe verstehen und sich ihre Angaben z. B. zu einer regionalen Betrachtung wissenschaftlicher Aktivität verbinden lassen. Die Angaben, die Teil dieses Standards sind, werden auch unabhängig davon heute zu großen Teilen bereits erhoben.:S. 36–37
Der Wissenschaftsrat sieht den Kerndatensatz als ein „Angebot an Hochschulen und außeruniversitäre Forschungseinrichtungen, das ihre häufig bereits bestehenden Aktivitäten bei der informationstechnischen Erfassung ihrer Forschungsaktivitäten unterstützen und nicht ersetzen soll.“:S. 10 Damit soll eine Grundlage für eine datengestützte Berichterstattung über Forschungsaktivitäten und deren Kontexte geschaffen werden. Der Wissenschaftsrat stellt fest, der Kerndatensatz habe nicht den Anspruch, alle Forschungsaktivitäten in allen Forschungskontexten umfassend oder auch nur in gleichem Umfang abzudecken.:S. 5

## Entwicklung
Von Herbst 2013 an finanzierte das Bundesministerium für Bildung und Forschung ein Projekt zur Entwicklung eines Kerndatensatzes Forschung. Die Leitung lag beim Berliner Institut für Forschungsinformation und Qualitätssicherung (Teil des Deutschen Zentrums für Hochschul- und Wissenschaftsforschung). Vier Projektgruppen waren mit den Bereichen Definitionen und Datenformate, Bibliometrie, Technik und Schnittstellen und Fächerklassifikation befasst. Grundlagen des Standardisierungsprozesses waren dabei insb. bestehende Datenquellen und Definitionen (z. B. im Frascati Handbuch, der CERIF-Spezifikation, des Statistischen Bundesamtes und bei den Hochschulen). Die Ergebnisse wurden während des Entwicklungsprozesses u. a. durch zwei öffentliche Veranstaltungen mit der Fachöffentlichkeit diskutiert. Weiterhin legten die Projektgruppen Teilergebnisse z. B. Fachgesellschaften zur Konsultation vor und prüften sie zusammen mit vier Piloteinrichtungen. Dadurch sollte sichergestellt werden, dass sich die Vorschläge in der Praxis von Hochschulen und außeruniversitären Forschungseinrichtungen möglichst unproblematisch umsetzen lassen.
Die Ergebnisse dieses Projektes wurden im Frühjahr 2015 dem vom Wissenschaftsrat eingesetzten Beirat vorgelegt. Anschließend konnten die Definitionsvorschläge im Rahmen einer öffentlichen Beta-Phase kommentiert werden. Dabei sind insgesamt 100 schriftliche Rückmeldungen von Hochschulen, AUF, Ministerien und anderen Einrichtungen oder Organisationen eingegangen. Neben übergreifenden Kommentaren wurden vom Beirat des Wissenschaftsrates 1820 Rückmeldungen zu einzelnen Elementen bzw. Definitionsvorschlägen ausgewertet. Die Version 1.0 des Kerndatensatzes wurde vom Wissenschaftsrat im Januar 2016 vorgestellt.

## Inhalte
Der Kerndatensatz Forschung gliedert sich in sechs thematische Bereiche: Beschäftigte, Nachwuchsförderung, Drittmittel und Finanzen, Patente und Ausgründungen, Publikationen sowie Forschungsinfrastrukturen. Im Anschluss an die Rückmeldungen wurden umfangreiche Anpassungen vorgenommen. Angaben zu Lehre sind im Kerndatensatz Forschung nicht vorgesehen.

## Kontext
Auf europäischer Ebene gibt es eine Reihe von Projekten, die ebenfalls auf aussagefähige Daten zu Forschungsaktivitäten abzielen. Getragen werden sie häufig von Forschungsförderern oder staatlichen Stellen. Norwegen hat so z. B. eine nationale Datenbank angelegt. Insgesamt stellt sich die internationale Landschaft, z. B. in den Niederlanden, Großbritannien, Norwegen, Schweden, Italien, Kanada und Deutschland sehr variantenreich dar.:S. 36 In Deutschland führte der Föderalismus dazu, dass an Hochschulen, Forschungseinrichtungen und bei Förderorganisationen Insellösungen entstanden
sind – mit bestenfalls eingeschränkter Kompatibilität.:S. 36 Ein Ansatz, auch auf Betreiben aus der Wissenschaft einen Standard zu definieren, wird mit dem Kerndatensatz Forschung erstmals in Deutschland verfolgt.
Die Definitionen des Kerndatensatz Forschung sind auf das CERIF-Datenmodell abbildbar,:S. 13 das den Austausch zwischen verschiedenen Forschungsinformationssystemen ermöglicht. Diese finden in Deutschland zunehmend Verbreitung.

## Resonanz
Die öffentliche Resonanz auf den Kerndatensatz Forschung hat seit der öffentlichen Beta-Phase im Sommer 2015 zugenommen und ist überwiegend positiv. Die Deutsche Initiative für Netzwerkinformation begrüßt das Vorhaben. Die Hochschulrektorenkonferenz bezeichnet den Kerndatensatz als Möglichkeit, bei einem möglichen Forschungsrating Aufwand und Kosten möglichst gering zu halten. Im Sinne einer Effizienzsteigerung begrüßte auch die Max-Planck-Gesellschaft die Einführung des Kerndatensatz Forschung. Kritik übte der Historikerverband, der im Kerndatensatz Forschung einen Schritt zu einer „Kennziffernwissenschaft“ und ein Instrument zur Bewertung von Forschung sieht. Diese Einschätzungen werden allerdings an anderer Stelle qualifiziert:

„Es wäre naiv zu bestreiten, dass standardisierte Daten auch dazu verwendet werden können, Kennzahlen zu bilden. Der Kerndatensatz enthält sehr bewusst keine Vorschläge zur Interpretation. Auch der WR hat bereits mehrfach sehr nachdrücklich auf die engen Grenzen rein quantitativer Bewertung hingewiesen. Allerdings, und auch das wäre naiv zu bestreiten, gibt es solche Bewertungen (…) schon heute. Beurteilt wird oft auf der Basis gänzlich ungesicherter Daten. Der Kerndatensatz schafft nun die Grundlage für eine sachliche Auseinandersetzung darüber, welche Schlüsse Daten, deren Belastbarkeit bekannt ist, legitimerweise zulassen.“

Für die Deutsche Gesellschaft für Soziologie sind bei kurz- und mittelfristig hohem Aufwand die Effizienzgewinne unklar. Außerdem würden die Forschungsaktivitäten, zu denen keine Daten im Kerndatensatz vorgesehen seien, faktisch entwertet.